# Erich Kähler
Erich Kähler (Leipzig, 16 de enero de 1906-Wedel, 31 de mayo de 2000) fue  un matemático alemán. Se doctoró en 1928 en la  Universidad de Leipzig. Fue profesor en las universidades de Königsberg, Leipzig, Berlín y Hamburgo.
Entre sus contribuciones destacan el Teorema de Cartan–Kähler sobre  soluciones singulares de sistemas de ecuaciones diferenciales no lineales; el concepto de  métrica de Kähler sobre una  variedad compleja; y una generalización de las formas diferenciales conocida como  diferencial de Kähler.